# Cense
Ne doit pas être confondu avec cens.

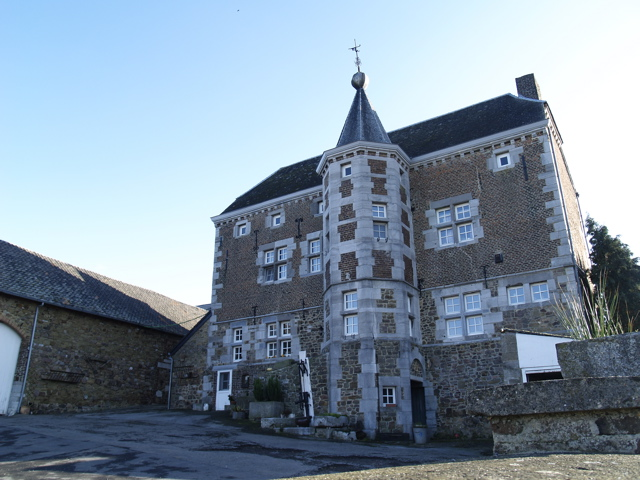
Cense de Solières, en province de Liège.

Cense (nom féminin prononcé « cinse », probablement suite au mot wallon et picard cinse signifiant « ferme ») est une métairie ou ferme dans certaines parties de la France et de la Belgique romane.
Le mot dérive du bas-latin censa, signifiant fermage et est devenu ensuite le nom pour une ferme même.
Les censes (abréviation « Cse ») de Belgique sont représentées avec leur nom respectif dans le Grand Atlas de Ferraris, publié en 1777. Parfois, le mot cense évoque simplement une ferme en carré.
Le censier était locataire et ne possédait pas grand-chose. Se faire traiter de « cinsier » dans le Nord de la France, jusque dans les années 1960, c'était se faire traiter de « bouseux »[réf. souhaitée].